# Apis
În mitologia egipteană, Apis a fost un zeu, asociat uneori cu Ptah sau cu Ra pentru celebrarea unui cult al fecundității. 
Apis era reprezentat ca un taur negru cu labele și cu burta albe, iar între coarne avea un disc solar. Conform legendei, zeița Isis, transformată într-o vacă, a fost fecundată de o rază de soare și i-a dat naștere lui Apis.
Încă din perioada dinastică timpurie, preoții alegeau un taur care trebuia să posede 29 de semne specifice întrupării zeului pe pământ. Animalul ales trăia într-un palat, în Memfis, împreună cu 7 vaci sacre, care reprezentau cele 7 manifestări ale zeiței Hathor, timp de 25 de ani, moment în care taurul era strangulat într-un mod ritualic, deoarece, se considera că fiind un zeu, nu putea muri într-o formă naturală. În continuare, taurul era mumificat, și îngropat împreună cu mama lui și cu o dotă funerară bogată.